# Championnat DTM 1993

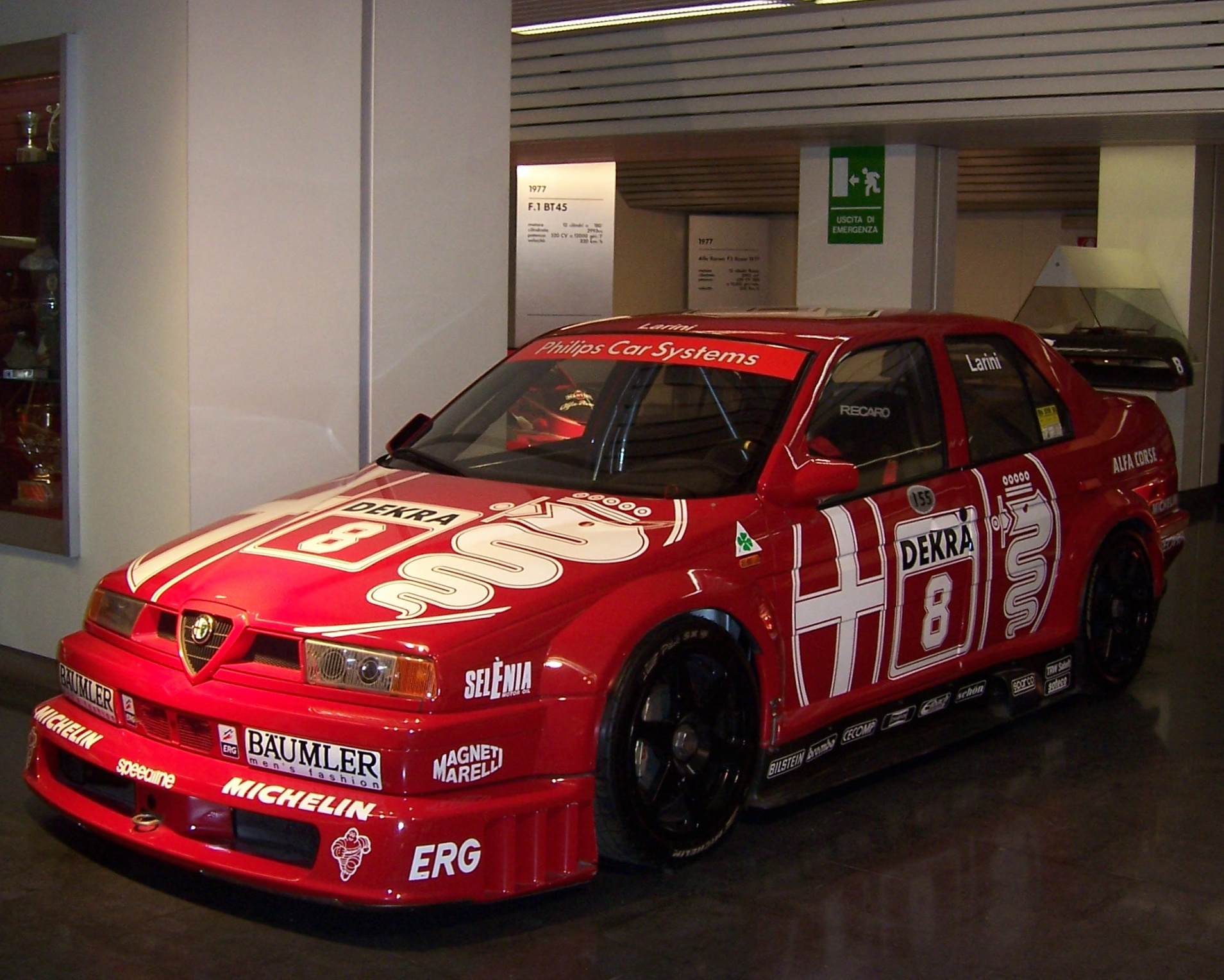
L'Alfa Romeo de Nicola Larini, champion DTM 1993

La saison 1993 du DTM a été la 10e saison de la Deutsche Tourenwagen Meisterschaft.

## Engagés
| Écurie                  | Voiture                                           | #  | Pilote                |
| ----------------------- | ------------------------------------------------- | -- | --------------------- |
| AMG-Mercedes            | Mercedes 190E 2.5-16 Evo II Mercedes 190E Class 1 | 1  | Klaus Ludwig          |
| AMG-Mercedes            | Mercedes 190E 2.5-16 Evo II Mercedes 190E Class 1 | 2  | Ellen Lohr            |
| AMG-Mercedes            | Mercedes 190E 2.5-16 Evo II Mercedes 190E Class 1 | 11 | Bernd Schneider       |
| AMG-Mercedes            | Mercedes 190E 2.5-16 Evo II Mercedes 190E Class 1 | 12 | Roland Asch           |
| Zakspeed                | Mercedes 190E 2.5-16 Evo II Mercedes 190E Class 1 | 3  | Kurt Thiim            |
| Zakspeed                | Mercedes 190E 2.5-16 Evo II Mercedes 190E Class 1 | 4  | Jörg van Ommen        |
| Joest                   | Opel Calibra V6 4x4                               | 5  | Manuel Reuter         |
| Joest                   | Opel Calibra V6 4x4                               | 6  | Keke Rosberg          |
| Alfa Corse              | Alfa Romeo 155 V6 Ti                              | 7  | Alessandro Nannini    |
| Alfa Corse              | Alfa Romeo 155 V6 Ti                              | 8  | Nicola Larini         |
| Linder                  | BMW M3 Sport Evolution                            | 9  | Armin Hahne           |
| Linder                  | BMW M3 Sport Evolution                            | 10 | Harald Becker         |
| Linder                  | BMW M3 Sport Evolution                            | 22 | Marco Werner          |
| Buffalo Boots           | Ford Mustang GT                                   | 13 | Jürgen Feucht         |
| Schübel Motorsport      | Alfa Romeo 155 V6 Ti                              | 14 | Christian Danner      |
| Schübel Motorsport      | Alfa Romeo 155 V6 Ti                              | 15 | Giorgio Francia       |
| Schübel Motorsport      | Alfa Romeo 155 V6 Ti                              | 51 | Gianni Giudici        |
| Schübel Motorsport      | Alfa Romeo 155 V6 Ti                              | 52 | Franz Engstler        |
| Persson Motorsport      | Mercedes 190E 2.5-16 Evo II                       | 16 | Uwe Alzen             |
| Persson Motorsport      | Mercedes 190E 2.5-16 Evo II                       | 17 | Olaf Manthey          |
| Persson Motorsport      | Mercedes 190E 2.5-16 Evo II                       | 44 | Markus Oestreich      |
| Auto Maass              | BMW M3 Sport Evolution                            | 18 | Kurt König            |
| Auto Maass              | BMW M3 Sport Evolution                            | 19 | Carsten Struwe        |
| Auto Maass              | BMW M3 Sport Evolution                            | 29 | Marc Gindorf          |
| DTM-Junior-Team         | Mercedes 190E 2.5-16 Evo II                       | 20 | Alexander Grau        |
| DTM-Junior-Team         | Mercedes 190E 2.5-16 Evo II                       | 23 | Stig Amthor           |
| DTM-Junior-Team         | Mercedes 190E 2.5-16 Evo II                       | 46 | Heinz-Harald Frentzen |
| Racing Dynamics         | BMW M3 Sport Evolution                            | 21 | Georg Severich        |
| Kissling Motorsport     | Opel Omega 3000 24V Evo                           | 22 | Marco Werner          |
| Kissling Motorsport     | Opel Omega 3000 24V Evo                           | 25 | Volker Strycek        |
| Tauber Motorsport       | BMW M3 Sport Evolution                            | 24 | German Tauber         |
| Voltolina OHG           | BMW M3 Sport Evolution                            | 26 | Achille Voltolina     |
| Svarc Racing Team       | Opel Omega 3000 Evo 500                           | 27 | Vaclav Svarc          |
| Lenk                    | BMW M3 Sport Evolution                            | 28 | Werner Lenk           |
| Bervid Sport Styling    | BMW M3 Sport Evolution                            | 30 | Vaclav Bervid         |
| Delta Racing            | BMW M3 Sport Evolution                            | 31 | Wolfgang Lackinger    |
| Eisele                  | BMW M3 Sport Evolution                            | 31 | Wolfgang Lackinger    |
| Eisele                  | BMW M3 Sport Evolution                            | 43 | Marco Munding         |
| Kaucuk                  | BMW M3 Sport Evolution                            | 32 | Josef Venc            |
| Ruch Motorsport         | Ford Mustang GT                                   | 33 | Gerd Ruch             |
| Ruch Motorsport         | Ford Mustang GT                                   | 34 | Jürgen Ruch           |
| Ruch Motorsport         | Ford Mustang GT                                   | 36 | Franz-Josef Bröhling  |
| Henningsen Motorsport   | BMW M3 Sport Evolution                            | 35 | Andreas Henningsen    |
| BAS Reifentechnik       | Ford Mustang GT                                   | 37 | Armin Bernhard        |
| BAS Reifentechnik       | Ford Mustang GT                                   | 38 | Ralf Kludt            |
| BAS Reifentechnik       | Ford Mustang GT                                   | 39 | Alexander Goebel      |
| Duller                  | BMW M3 Sport Evolution                            | 42 | Hermann Duller        |
| Scuderia Giudici        | Alfa Romeo 155 V6 Ti                              | 45 | Gianni Giudici        |
| Dürkop Eurorent MS GmbH | Alfa Romeo 155 V6 Ti                              | 54 | Marco Werner          |
| Dellenbach              | Opel Astra                                        | 58 | Luigino Pagotto       |
| Dellenbach              | Opel Astra                                        | 59 | Hermann Roth          |
| Team Dynamics           | BMW 318i                                          | 77 | Matthew Neal          |
| Pinkney Motorsport      | BMW 318i                                          | ?  | David Pinkney         |
| Tamchester Team Maxted  | Vauxhall Cavalier                                 | ?  | Ian Khan              |

## Calendrier
| Épreuve | Épreuve | Circuit        | Date         | Pole Position      | Meilleur tour      | Vainqueur pilote   | Vainqueur écurie |
| ------- | ------- | -------------- | ------------ | ------------------ | ------------------ | ------------------ | ---------------- |
| 1       | R1      | Zolder         | 4 avril      | Nicola Larini      | Christian Danner   | Nicola Larini      | Alfa Corse       |
| 1       | R2      | Zolder         | 4 avril      | Nicola Larini      | Nicola Larini      | Nicola Larini      | Alfa Corse       |
| 2       | R1      | Hockenheim     | 18 avril     | Alessandro Nannini | Nicola Larini      | Bernd Schneider    | AMG-Mercedes     |
| 2       | R2      | Hockenheim     | 18 avril     | Alessandro Nannini | Bernd Schneider    | Bernd Schneider    | AMG-Mercedes     |
| 3       | R1      | Nürburgring    | 2 mai        | Bernd Schneider    | Nicola Larini      | Nicola Larini      | Alfa Corse       |
| 3       | R2      | Nürburgring    | 2 mai        | Bernd Schneider    | Bernd Schneider    | Klaus Ludwig       | AMG-Mercedes     |
| 4       | R1      | Wunstorf       | 16 mai       | Nicola Larini      | Nicola Larini      | Nicola Larini      | Alfa Corse       |
| 4       | R2      | Wunstorf       | 16 mai       | Nicola Larini      | Nicola Larini      | Kurt Thiim         | Zakspeed         |
| 5       | R1      | Nürburgring    | 10 juin      | Jörg van Ommen     | Klaus Ludwig       | Nicola Larini      | Alfa Corse       |
| 5       | R2      | Nürburgring    | 10 juin      | Jörg van Ommen     | Nicola Larini      | Nicola Larini      | Alfa Corse       |
| 6       | R1      | Norisring      | 27 juin      | Kurt Thiim         | Nicola Larini      | Nicola Larini      | Alfa Corse       |
| 6       | R2      | Norisring      | 27 juin      | Kurt Thiim         | Nicola Larini      | Nicola Larini      | Alfa Corse       |
| HC      | R1      | Donington Park | 18 juillet   | Christian Danner   | Alessandro Nannini | Christian Danner   | Schübel          |
| HC      | R2      | Donington Park | 18 juillet   | Christian Danner   | Nicola Larini      | Nicola Larini      | Alfa Corse       |
| 7       | R1      | Diepholz       | 8 août       | Bernd Schneider    | Bernd Schneider    | Roland Asch        | AMG-Mercedes     |
| 7       | R2      | Diepholz       | 8 août       | Bernd Schneider    | Nicola Larini      | Nicola Larini      | Alfa Corse       |
| 8       | R1      | Singen         | 29 août      | Nicola Larini      | Bernd Schneider    | Nicola Larini      | Alfa Corse       |
| 8       | R2      | Singen         | 29 août      | Nicola Larini      | Christian Danner   | Bernd Schneider    | AMG-Mercedes     |
| 9       | R1      | AVUS           | 12 septembre | Alessandro Nannini | Alessandro Nannini | Roland Asch        | AMG-Mercedes     |
| 9       | R2      | AVUS           | 12 septembre | Alessandro Nannini | Nicola Larini      | Roland Asch        | AMG-Mercedes     |
| 10      | R1      | Hockenheim     | 19 septembre | Kurt Thiim         | Nicola Larini      | Alessandro Nannini | Alfa Corse       |
| 10      | R2      | Hockenheim     | 19 septembre | Kurt Thiim         | Klaus Ludwig       | Alessandro Nannini | Alfa Corse       |

- Course hors-championnat

## Classement Pilotes
| Pos | Pilote             | Equipe                     | Voiture                                           | Victoires | Points |
| --- | ------------------ | -------------------------- | ------------------------------------------------- | --------- | ------ |
| 1   | Nicola Larini      | Alfa Corse                 | Alfa Romeo 155 V6 Ti                              | 11        | 261    |
| 2   | Roland Asch        | AMG-Mercedes               | Mercedes 190E 2.5-16 Evo II Mercedes 190E Class 1 | 3         | 204    |
| 3   | Bernd Schneider    | AMG-Mercedes               | Mercedes 190E 2.5-16 Evo II Mercedes 190E Class 1 | 2         | 172    |
| 4   | Klaus Ludwig       | AMG-Mercedes               | Mercedes 190E 2.5-16 Evo II Mercedes 190E Class 1 | 1         | 171    |
| 5   | Christian Danner   | Schübel Engineering        | Alfa Romeo 155 V6 Ti                              | 1         | 161    |
| 6   | Kurt Thiim         | Zakspeed                   | Mercedes 190E 2.5-16 Evo II Mercedes 190E Class 1 | 1         | 141    |
| 7   | Giorgio Francia    | Schübel Engineering        | Alfa Romeo 155 V6 Ti                              | 0         | 127    |
| 8   | Alessandro Nannini | Alfa Corse                 | Alfa Romeo 155 V6 Ti                              | 2         | 121    |
| 9   | Jörg van Ommen     | Zakspeed                   | Mercedes 190E 2.5-16 Evo II Mercedes 190E Class 1 | 2         | 80     |
| 10  | Ellen Lohr         | AMG-Mercedes               | Mercedes 190E 2.5-16 Evo II Mercedes 190E Class 1 | 0         | 43     |
| 11  | Uwe Alzen          | Persson Motorsport         | Mercedes 190E Class 1                             | 0         | 40     |
| 12  | Olaf Manthey       | Persson Motorsport         | Mercedes 190E Class 1                             | 0         | 34     |
| 13  | Alexander Grau     | DTM Junior Team            | Mercedes 190E Class 1                             | 0         | 21     |
| 14  | Harald Becker      | Linder                     | BMW M3 Sport Evolution                            | 0         | 15     |
| 15  | Stig Amthor        | DTM Junior Team            | Mercedes 190E Class 1                             | 0         | 11     |
| 16  | Kurt König         | Auto Maass                 | BMW M3 Sport Evolution                            | 0         | 7      |
| 17  | Markus Oestreich   | Persson Motorsport         | Mercedes 190E Class 1                             | 0         | 4      |
| 18  | Keke Rosberg       | Opel Team Joest            | Opel Calibra V6                                   | 0         | 4      |
| 19  | Volker Strycek     | Kissling                   | Opel Omega 3000 24V Evo                           | 0         | 2      |
| 20  | Marco Werner       | Dürkop Eurorent Motorsport | Opel Omega 3000 Evo 500                           | 0         | 1      |
| 21  | Gerd Ruch          | Ruch Motorsport            | Ford Mustang GT                                   | 0         | 1      |
| 22  | Josef Venc         | Kaucuk                     | BMW M3 Sport Evolution                            | 0         | 1      |
| 23  | Armin Hahne        | Linder                     | BMW M3 Sport Evolution                            | 0         | 1      |